# Bangsal (Lombok)
Bangsal is een kleine kustplaats in Indonesië, gelegen op het eiland Lombok. 
Vanuit de baai van Bangsal vertrekken er boten naar de Gili-eilanden en Bali. 